# Cassia swartzioides
Cassia swartzioides är en ärtväxtart som beskrevs av Adolpho Ducke. Cassia swartzioides ingår i släktet Cassia och familjen ärtväxter.

## Underarter
Arten delas in i följande underarter:
- C. s. scarlatina
- C. s. swartzioides